# Gioia di Satana
La Gioia di Satana (nome originale Joy of Satan Ministries, abbreviato in JoS) è un sito internet e una organizzazione religiosa, dichiaratasi appartenente alla corrente satanica detta "Satanismo spirituale", fondata nel 2002 da Andrea M. Dietrich. La Gioia di Satana presenta una dottrina che unisce elementi del Satanismo spirituale, del Nazismo, del Paganesimo, del complotto sul nuovo ordine mondiale, del complotto del dominio giudaico, del complotto del genocidio bianco e del complottismo ufologico, riprendendo molte teorie considerate pseudostoriche e pseudoscientifiche rese popolari dagli autori Zecharia Sitchin e David Icke.
Sono stati oggetto di significative polemiche per le loro credenze antisemite e per la connessione con un ex presidente del National Socialist Movement, un'organizzazione neonazista americana.

## Credenze
A differenza dell'antica corrente satanica conosciuta come "Satanismo occultista (o Tradizionalista)", che riverisce come entità suprema l'avversario del Dio creatore venerato da Mosè e successivamente da Gesù, trovando così una sua identità teologica strettamente connessa e dipendente alla teologia giudaica e cristiana, il satanismo spirituale rompe ogni vincolo con queste tradizioni, affermando di rappresentare la religione primordiale dell'umanità e di essere quindi precedente ai culti monoteisti tradizionali. In questa visione, il dio biblico avrebbe rubato la scena divina a Satana, il vero Dio creatore, che riprende su di sé quindi le principali caratteristiche di un dio monoteista, o almeno monolatra. 

Tale teoria è considerata pseudo-storica nella storia delle religioni.

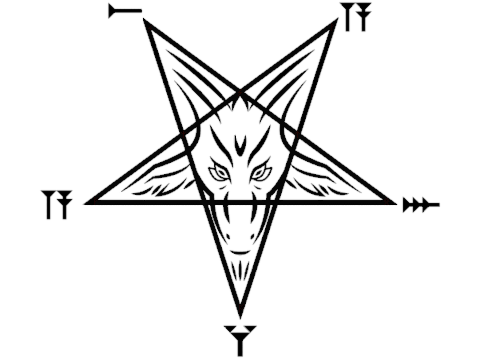
Uno dei simboli più comuni della "Gioia di Satana"

## Attività
Una delle sezioni estere della Joy of Satan è quella italiana, attiva da circa 10 anni.